# James Alix Michel

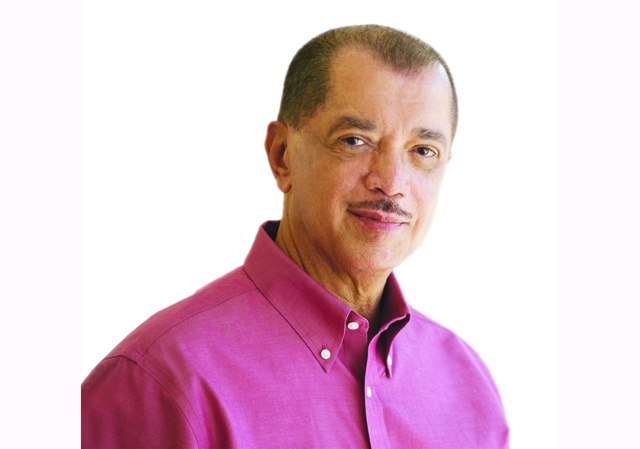
James Alix Michel (2015)

James Alix Michel (* 16. August 1944) ist ein seychellischer Politiker. Von 2004 bis 2016 war er Präsident der Inselrepublik.

## Leben
Michel war zunächst Lehrer, arbeitete dann im boomenden Tourismus des Archipels und wurde 1964 Mitglied in der kurz zuvor gegründeten Partei von France-Albert René, der später in Seychelles People’s Progressive Front (SPPF) umbenannten linksgerichteten Seychelles People’s United Party.
Er war Mitglied im Zentralkomitee der Partei, als René 1977 gegen den ersten Präsidenten des Landes, James Mancham, putschte und sich selbst zum neuen Staatsoberhaupt ernannte. Während der nun folgenden sozialistischen Ein-Parteien-Regierung, die bis 1993 anhielt, hatte Michel verschiedene Schlüsselpositionen in der Partei und den Ministerien inne. In der 27-jährigen Amtszeit Renés war er mehrere Male der Wirtschaftsverantwortliche der Seychellen, die in dieser Zeit zunächst einen wirtschaftlichen Boom in den Gebieten Tourismus und Fischerei erfuhren; in den 1990er Jahren kam es jedoch zu einer Stagnation.
Im Demokratisierungsprozess des Landes spielte Michel eine wichtige Rolle. 1993 wurden eine neue Verfassung verabschiedet und das Ein-Parteien-System abgeschafft; bei den Präsidentschaftswahlen im Juli durften erstmals seit 1979 wieder mehrere Parteien antreten.
Nachdem Michel 1996 Vizepräsident unter René geworden war, folgte er ihm nach dessen Rücktritt am 14. Juli 2004 als Staatsoberhaupt nach. Während seiner Regierungszeit verschärfte sich die wirtschaftliche Lage des Landes, was zu einer wachsenden Opposition führte. Diese mahnte den wirtschaftlichen Niedergang (die Seychellen mussten 2008 den Staatsbankrott erklären) sowie eine falsche Gesellschaftsentwicklung an und forderte eine weitere Demokratisierung des Landes, u. a. hinsichtlich der eingeschränkten Pressefreiheit.
Bei der Präsidentschaftswahl im Dezember 2015 trat Michel zur Wiederwahl an, verfehlte aber im ersten Wahlgang die absolute Mehrheit. Die anschließende Stichwahl gegen Oppositionsführer Wavel Ramkalawan gewann er knapp mit 50,15 Prozent der gültigen Stimmen.
Am 27. September 2016, nachdem am Morgen das neue Parlament angelobt worden war, in dem erstmals die Opposition die Mehrheit hatte, erklärte Präsident James Michel mit Effekt vom 16. Oktober seinen Rücktritt. Nachfolger als Staatspräsident wurde sein Parteifreund Danny Faure, der zuvor Vizepräsident gewesen war.